# 第一次陳文內閣
第一次陳文內閣成立於成化二年三月八日（1466年3月23日），結束於同年五月三日（1466年6月15日）。是明憲宗統治下的第二個內閣，由時任吏部左侍郎陳文組閣。
成化二年五月三日，憲宗將前任首輔李賢奪情起復，陳文還居次輔之位；同日李賢再度出任內閣首輔。

## 內閣成員
以下閣員全部自第一次李賢內閣續任：
| 職位 | 姓名 | 備注 |
| ---- | ---- | ---- |
| 首輔 | 陳文 |      |
| 次輔 | 彭時 |      |